# Pterodaustro
Pterodaustro (del griego, "ala del sur") es un género de pterosaurios pterodactiloideos del Cretácico Inferior que vivió  hace 105 millones de años en el Albiano, en la región de Sudamérica. Para aprovechar las grandes cantidades de crustáceos y otras pequeñas criaturas que viven suspendidas en el agua, el Pterodaustro adaptó su pico para filtrar su alimento con más de 500 largos y angostos dientes. Tenía una cabeza larga y estrecha, un pico curvado y una mandíbula inferior con un millar de cerdas largas y elásticas con las que "barría" los fondos de lagunas y mares poco profundos.

## Descripción
Pterodaustro tenía una envergadura de 132 cm; su cabeza medía 23 cm de longitud y era muy estrecha con un pico curvado en el extremo.

### Dieta
Tenía una boca armada con más de 500 largos y angostos dientes, que presumiblemente estaban diseñados para filtrar el contenido alimenticio suspendido en agua, de manera similar a como lo hacen los modernos flamencos. Poseía infinidad de diminutos rizos en las mandíbulas que podrían haber sido empleados para capturar crustáceos y otras pequeñas criaturas acuáticas
La dieta del animal podría haberle conferido una tonalidad rosada, otro probable rasgo en común con los flamencos de hoy en día; en efecto, Pterodaustro es frecuentemente apodado el "pterosaurio flamenco".

## Historia

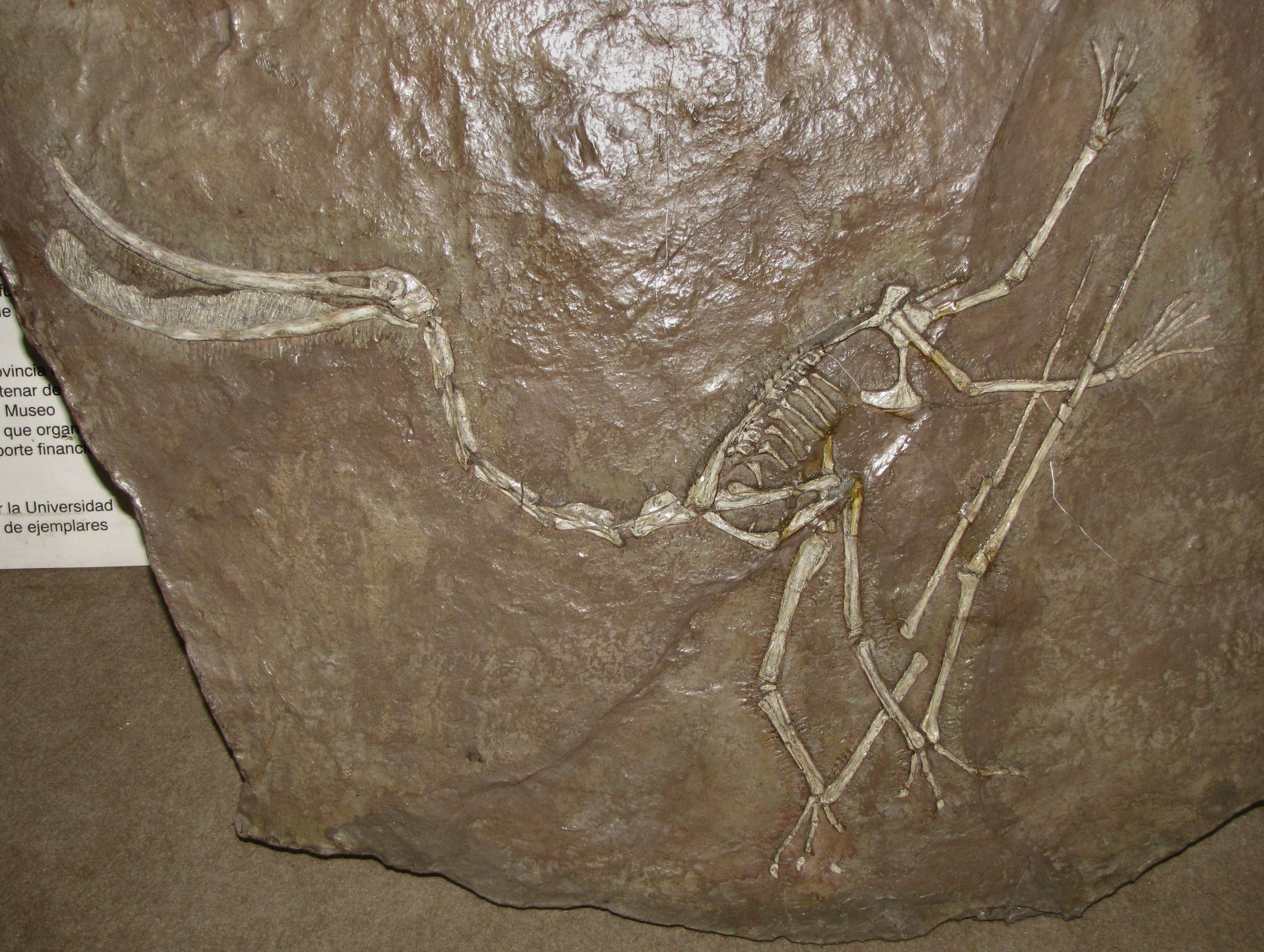
Pterodaustro en una muestra de fósiles en el Museo Argentino de Ciencias Naturales en Caballito, Buenos Aires, Argentina.

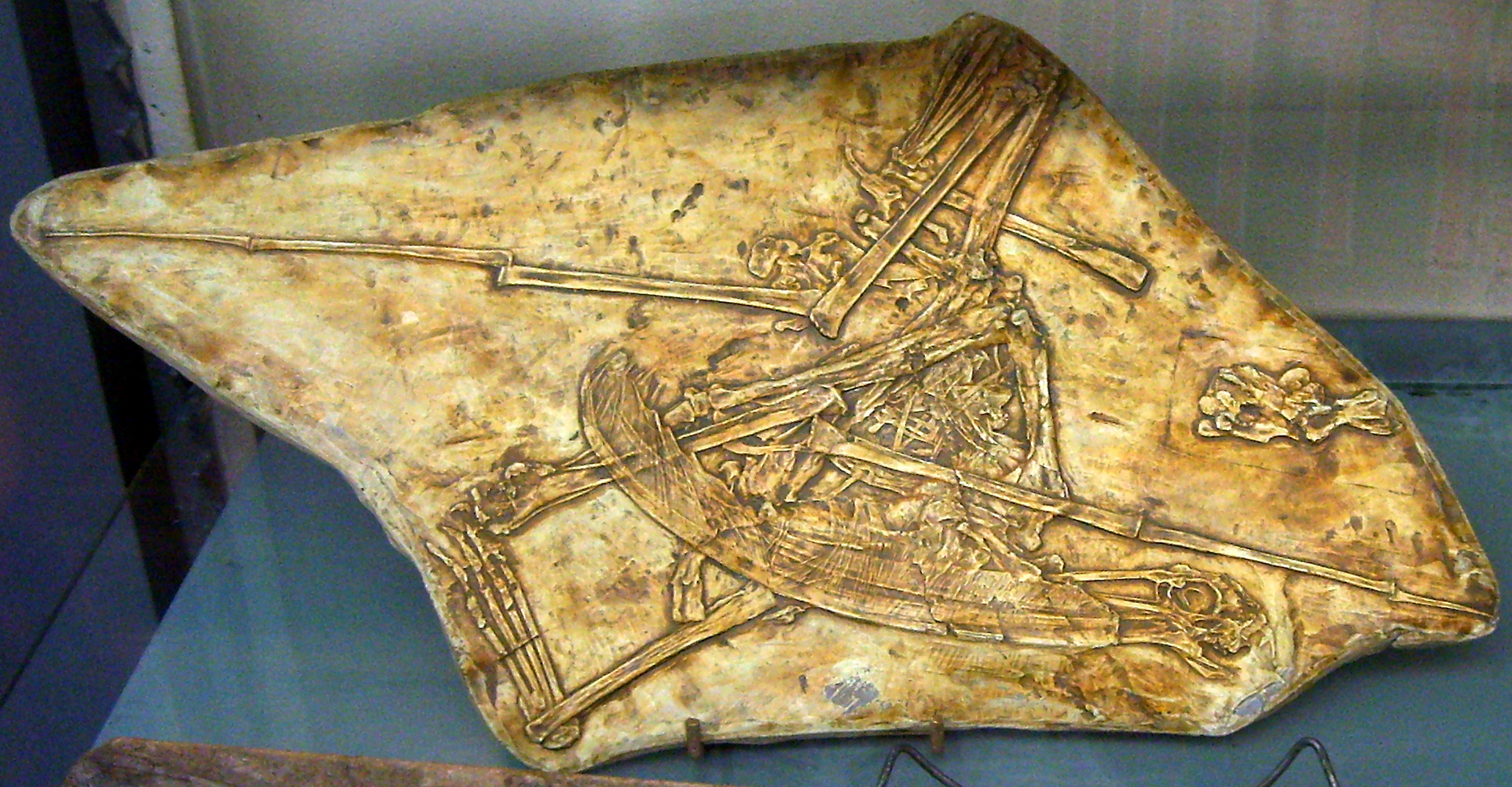
Fósil de Pterodaustro.

Fue descubierto en 1970 por los paleontólogos José Bonaparte y José Román Guiñazú en un paraje perteneciente a la Formación Lagarcito, en la región noroeste de la provincia de San Luis, en el centro de Argentina. 
Kevin Pdian, paleontólogo de la Universidad de California, junto a Michael Bell, hallaron un yacimiento con un gran número de fósiles de este reptil volador en el norte de Chile. Se sugiere que esta formación se originó cuando sucesivas y repentinas inundaciones arrasaron con nidales de este reptil. Fue el primer pterosaurio hallado en el hemisferio sur.